# Фюнфштеттен
Фюнфштеттен (нім. Fünfstetten) — громада в Німеччині, знаходиться в землі Баварія. Підпорядковується адміністративному округу Швабія. Входить до складу району Донау-Ріс. Складова частина об'єднання громад Вемдінг.
Площа — 26,72 км2. Населення становить 1324 ос. (станом на 31 грудня 2020).